# Aktivismus
Aktivismus (z lat. activus = „činný, aktivní“) označuje intenzivní prosazování určitých cílů z přesvědčení, tj. z osobní motivace v nejrůznějších oblastech společenského života.[zdroj⁠?!] Spočívá ve snaze prosazovat, bránit nebo řídit politickou, sociální, ekonomickou či environmentální reformu s touhou ke zlepšení společnosti. Mezi formy aktivismu patří například politické kampaně, pouliční pochody, bojkoty, stávky, demonstrace, petice, psaní dopisů politikům nebo do novin, hladovky a mnoho dalších. Člověk může také vyjadřovat aktivismus prostřednictvím různých forem umění, přičemž v tom případě hovoříme o tzv. artivismu.

## Aktivismus a participace
Aktivismus a participace jsou pojmy zčásti podobné, ale zároveň je mezi nimi několik důležitých rozdílů. Aktivismus spočívá v jednání aktivistů či aktivistických organizací. Participace je naopak aktem jednání běžných občanů, nemusí tak nutně označovat chování aktivistů jako takových. Za aktivisty jsou označováni jedinci, kteří věnují podstatnou část svého času politickým, ale i jiným aktivitám v rámci nějaké skupiny, organizace nebo platformy, přičemž aktivisté nemusí být za svoje úsilí placeni. Jedním z nejběžnějších typů aktivismu je politický aktivismus. Označuje se tak úsilí zaměřené na ovlivňování politických výstupů jinou cestou než skrze účast v jakémkoliv typu voleb.
Možné kombinace aktivismu a participace:
- Aktivismus s participací – schopnost aktivistů zapojit občany do kolektivního jednání, tzn. přimět je například k účasti v politice = mobilizační schopnost aktivistů
- Aktivismus bez participace
- Participace bez aktivismu

## Typologie aktivismu
Aktivismus můžeme zjednodušeně rozdělit do tří typů – starý aktivismus, nový aktivismus a radikální aktivismus.

### Starý aktivismus
Starý aktivismus označuje především tradiční zemědělské a odborové organizace. Mezi základní znaky těchto sociálních skupin patří např. hierarchická organizační struktura, materialistické požadavky, široká individuální participace atd. V České republice si tyto skupiny udržely poměrně významné postavení ve vztahu k exekutivě, a to i přes časté ekonomické a společenské změny.

### Nový aktivismus
Nový aktivismus označuje zejména environmentální a lidskoprávní organizace, jejichž vývoj započal v 60. a 70. letech 20. století. Hlavními tématy novoaktivistických skupin jsou například kvalita života a životního prostředí, postavení žen ve společnosti, postavení menšin a jiných znevýhodněných skupin populace atd. V České republice byl vznik těchto organizací podmíněn pomocí zahraničních dárců a podporovatelů ze zahraničí. Po roce 1989 v České republice začaly vznikat především organizace dotýkající se ochrany životního prostředí a dodržování lidských práv.

### Radikální aktivismus
Dalším typem aktivismu je radikální aktivismus. Jako takový se vymezuje proti běžnému chodu společnosti, stojí proti starému a novému aktivismu. Radikální aktivisté mohou být příznivci levice i pravice. Radikální aktivismus není schopen oslovit širokou veřejnost v důsledku překračování hranic přijatelnosti ve společnosti. Z tohoto důvodu se radikální aktivismus často rozvíjí v okolí subkulturních skupin. Radikální aktivisté k dosažení svého cíle velmi často používají nejrůznější protestní strategie (demonstrace, protesty…). Ničím neobvyklým také nejsou spory mezi aktivisty z opačných ideologických pólů.

## Aktivismus a sociální hnutí
Aktivismus velmi úzce souvisí s dalším termínem, kterým je sociální hnutí, protože právě aktivisté často stojí u jejich vzniku. Sociální hnutí lze definovat jako kolektivní snahu o prosazování určitých zájmů a cílů prostřednictvím vzájemných interakcí a spolupráce mimo oblast existujících politických institucí. Sociální hnutí jsou nejčastěji výsledkem nespokojenosti občanů se stávajícími životními podmínkami a také touhy prosadit změnu v určité veřejné otázce (např. práva žen). I přesto je v současné sociologii patrná snaha o vysvětlení příčin a důvodů vzniku těchto hnutí, jednoduše řečeno se sociologové snaží zjistit, proč v některých zemích hnutí vznikají a v některých naopak ne, co stojí za mobilizací občanů a tak dále.

### Teorie sociálních hnutí
V dnešní době existuje mnoho teorií sociálních hnutí, ale jako první systematicky popsali typy kolektivního chování sociologové tzv. Chicagské školy (Robert Ezra Park, Ernest Watson Burgess, Herbert George Blumer). Známá je především Blumerova teorie sociálního neklidu, ve které tvrdí, že všechna sociální hnutí jsou výsledkem nespokojenosti občanů s konkrétními aspekty společnosti. Blumer také zavedl termín „životní cyklus“ sociálního hnutí, který se ve většině případů skládá ze čtyř fází. V první fázi daný problém či otázka vyvolává mezi lidmi bouřlivý ohlas, ovšem v relativně neuspořádané a nevyhrocené podobě. Ve druhé fázi je zdroj nespokojenosti přesněji definován a aktivisté se musí rozhodnout, jakou strategii zvolit, aby zaujali co nejvíce lidí a dosáhli svého cíle. V další fázi je kampaň již realizována a hnutí získává potřebnou koordinaci. V poslední fázi je poté hnutí akceptováno a případně je úspěšné, nebo může nastat situace, kdy hnutí z nějaké příčiny zaniká.
O další výklad sociálních hnutí se pokusil Neil Smelser se svou teorií strukturálního napětí. Podle Smelsera sociální hnutí nemůže vzniknout z jedné příčiny, ale postupně se formuje v několika po sobě jdoucích fázích, kde každá další fáze představuje jakousi „přidanou hodnotu“. Smelser tvrdí, že nedílnou součástí sociálního hnutí je šest složek „přidané hodnoty“. 
1. Strukturální způsobilost – struktura společnosti musí být taková, aby umožnila vznik hnutí (např. politický režim).
2. Strukturální napětí – musí existovat nějaké napětí mezi očekáváním obyvatel a realitou (např. nespravedlnost).
3. Generalizované domněnky – daný problém by měl být definován tak, aby to občané pochopili a případně podpořili hnutí.
4. Urychlující faktor – událost, která dokáže podnítit masový protest a zviditelní napětí ve společnosti.
5. Mobilizace k činu – musí existovat sociální síť, která aktivistům umožňuje efektivní komunikaci (např. příprava demonstrací, distribuce letáků…).
6. Selhání sociální kontroly – způsob, jak úřady na vznikající hnutí zareagují, může zásadně ovlivnit další vývoj událostí.

Mezi další přístupy, které zkoumají sociální hnutí, řadíme také teorii mobilizace zdrojů. Tato teorie se rozvíjela v 70. letech 20. století v reakci na teorii sociálního neklidu. Podle zastánců této teorie (Mayer Zald, John David McCarthy) je sociální neklid, alespoň částečně, ve společnosti přítomen neustále, takže logicky nemůže vysvětlovat vznik sociálních hnutí. Teorie mobilizace zdrojů naopak zdůrazňuje schopnost aktivistů získat potřebné zdroje a schopnost mobilizovat společnost k dosažení cílů daného hnutí. Mezi zdroje řadíme například peníze, technologie, komunikační prostředky, prostory, kontakty a tak dále. Čím více těchto zdrojů členové hnutí získají, tím vyšší je pravděpodobnost, že bude úspěšné. Je nutno dodat, že tato teorie se často stává terčem kritiky, jelikož nedokáže vysvětlit, jak mohla být některá sociální hnutí úspěšná navzdory omezenému přístupu ke zdrojům (např. hnutí nezaměstnaných dělníků ve 30. letech 20. století v USA). 

### Nová sociální hnutí
Termínem nová sociální hnutí jsou označována sociální hnutí, která se začala objevovat od 60. let 20. století. Přibližně od této doby začala být sociální hnutí stále častěji viditelným jevem ve společnosti a navíc se začala od „starých“ hnutí v mnoha ohledech odlišovat. 
- Nové problémy – souvisí s přechodem od industriální společnosti k postindustriální. Hlavním cílem již není hmotné zabezpečení, ale zvýšení kvality života (např. stav životního prostředí, ekologická výroba energie).
- Nové organizační formy – volnější organizační struktura hnutí a zároveň odklon od byrokratického uspořádání.
- Nový repertoár akcí – praktikování nenásilného přístupu a morálně nadřazený postoj vůči státním složkám (aktivisté zaujímají postoj brojící proti násilí státních činitelů a velkých podniků).
- Nové sociální okruhy stoupenců – mezi aktivisty patří lidé z různých sociálních vrstev (studenti, penzisté, konzervativci atd.). Jen zřídka v současné době vidíme hnutí, kterého by se účastnili například pouze dělníci.

V celosvětovém rozmachu sociálních hnutí hraje samozřejmě velkou roli globalizace. Hnutí z jednotlivých zemí se tak dnes dokáží spojit do obrovských mezinárodních uskupení. Stále důležitější jsou v tomto ohledu sociální sítě a přístup k internetu, který aktivistům umožňuje okamžitě reagovat na různé události a případně je také sdílet s ostatními. Nebezpečí ovšem spočívá v tom, že internet a sdělovací prostředky také umožňují aktivistům utvářet názor velkého množství lidí na současné dění ve společnosti.

## Příklady aktivismu
- Internetový aktivismus / software – svobodný přístup k internetu / free software
- Environmentální aktivismus, etický konzum, fair-trade
- Ochrana přírody / zvířat – například Greenpeace
- Politický aktivismus
- Artivismus
- Občanská neposlušnost
- Vytváření komunity
- Družstevní hnutí
- Partyzánství
- Ekonomický aktivismus
- Aktivismus za práva zvířat (veganství)
- Zákaznický aktivismus
- Mírové hnutí
- Studentský aktivismus
- Náboženský aktivismus
- Ateistický aktivismus
- Aktivismus za práva držitelů zbraní
- Aktivismus mladých

## Typy aktivismu

### Environmentální aktivismus
Smyslem environmentálního aktivismu je sžít se „primárně se zemí“, tedy podle hesla Země především! (Earth first!). Za environmentální aktivisty jsou většinou označovány různé organizace, například odpůrci výstavby nových silnic (Road protestors). Proti zastavění jsou také místní komunity, které bojují za zastavení prodávání pozemků a přeměny parků a zeleně, neboť výstavba může zasáhnout širší území nebo mít větší dopad než bylo prvotně domluveno. Používají téměř stejné prostředky k podobným cílům jako aktivisté, ale jsou označeni jako místní komunita a nepovažují se za aktivisty. Každý rok je více než 100 environmentálních aktivistů zavražděno: Zpráva z Global Witness tvrdí, že v roce 2014 bylo zavražděno nejméně 116 ekologických aktivistů a v roce 2015 to už bylo nejméně 185 aktivistů.

### Klimatický aktivismus
Klimatický aktivismus se především zabývá klimatem a jeho zachováním. Charakteristické jsou například školní stávky pro klima. Vědecký průzkum ukazuje, že klimatičtí aktivisté jsou hnáni city jako je hněv, a tedy nikoli argumenty. Mezi klimatickými aktivisty by z důvodu vědecké objektivnosti neměli být klimatičtí vědci.

### Artivismus
Artivismus kombinuje slovo umění a aktivismus. Můžeme tedy říct, že se jedná o umělecký aktivismus.
Umělecký aktivismus se v posledních letech vyvíjel jako protiválečný a protiglobalizační protest, který se i nadále rozšiřuje. V mnoha případech se umělečtí aktivisté pokoušejí prosazovat politické agendy uměleckými prostředky, ale také se soustředí na to, aby do povědomí lidí dostali sociální, environmentální a technické problémy. 
Kromě použití tradičních médií, jako je film a hudba, může umělecký aktivista být zapojen do narušování kultury (zaměřené na svrhnutí, ovlivnění masového média), podvrácení reklamy (často parodování komerčních politických billboardů), pouličního umění, mluveného slova, protestování a tak dále.

## Formy aktivismu
- Psaní dopisů do novin nebo politikům
- Petice a sbírání podpisů
- Jednání podle přesvědčení (např. ekologický nebo etický konzum)
- Protesty, demonstrace nebo i násilné akce
- Bojkot, stávka
- Propaganda
- Nenásilí
- Hackování
- Politická kampaň
- Hladovka

### Internetový aktivismus
Od 90. let je internet nástroj používaný aktivisty k mobilizaci občanů a komunikaci. Specifické platformy jako je MOVEON.org, založená v roce 1998, dovolují jednotlivcům vytvářet petice a hnutí za sociální změny. Protestanti v Seattlu v roce 1999 použili email k organizaci protestu proti WTO konferenci ministrů. Během roku 2000 demonstranti nadále využívali platformy sociálních médií k získání zájmu lidí. 
Síla internetového aktivismu vstoupila do celosvětového hledáčku s protesty Arabského jara. Lidé žijící v zemích Blízkého východu a severní Afriky, kteří prožili revoluci, používali sociální sítě ke komunikaci při protestech, čímž se stali známými před mezinárodním publikem. 
Používají různé prostředky k vyloučení toho, že budou politicky pronásledováni, jako je Tor prohlížeč (prohlížeč, který používá síť Tor pro ochranu totožnosti uživatelů, IP adresy, sítě nebo umístění), šifrovací nástroje a šifrované e-maily, aby zabránili vládě a komukoli jinému zachytit jejich komunikaci. 

## Jiné souvislosti
V pejorativním smyslu je tento pojem používán pro vyvíjení aktivity pro aktivitu samu, buď bez cíle nebo aniž by vedla k dosažení proklamovaných cílů.[zdroj⁠?!]